# Яніс Краузе
Яніс Краузе (латис. Jānis Krauze, (нар. 14 листопада 1894, Рига — пом. 1 серпня 1919) — легендарний латиський важкоатлет початку ХХ ст., неодноразовий рекордсмен світу.

## Загальні відомості
Яніс Я. Краузе народився 14 листопада 1894 в Ризі. У 1911 році почав займатись важкою атлетикою (спочатку працював з гантелями, потім — зі штангою), а вже у 1912 став чемпіоном Риги і Балтії.
Яніс Краузе — перший латиш, який став рекордсменом світу. Світові рекорди він долав п'ять разів, вперше – у 1913 в Ризі (поштовх правою рукою – 102,4 кг). В 1913 році став бронзовим призером чемпіонату світу, який проходив в німецькому Бреслау. В тому ж 1913 установив два всеросійських рекорда у поштовху правою рукою (108,4 кг) і в ривку двома руками (106,4 кг).
На міжнародних змаганнях у Копенгагені (1913) він займає друге місце. В 1914 на балтійських іграх в Мальме виграє другий приз.
З 1915 року проживав в Росії, де неодноразово ставав чемпіоном (1915—1917).
У 1913 і 1914 перемагав на Всеросійських олімпіадах (1-а – у Києві, 2-га – у Ризі). На Олімпіаді у Києві 1913 року у ваговій категорії понад 82,5 кг переміг у наступних змаганнях: ривок однією рукою – 92 кг, поштовх однією рукою – 80 кг, ривок двома руками – 100 кг, жим двома руками – 92 кг, поштовх двома руками – 128 кг, сумма за п'ятиборством – 492 кг.
Помер у молодому віці 1 серпня 1919 року. Похований у Ризі на Великому кладовищі (Lielie kapi).
На його честь у Ризі 1921 року було засноване спортивне товариство «Краузе». Протягом кількох років створили п'ять філій цього товариства в інших містах Латвії. Атлети цього товариства часто перемагали на різноманітних змаганнях, але через фінансові проблеми товариство проіснувало лише до 1935 року.